# New Blood (2005)
New Blood is een skateboardfilm. De film werd in 2005 uitgebracht door het skateboardfabricerende bedrijf Zero Skateboards, eigendom van Amerikaans professioneel skateboarder Jamie Thomas. De film is alleen uitgekomen op dvd.
De film duurt 35 minuten en wordt door vele fans gezien als de beste film die het bedrijf ooit heeft uitgebracht.
De laatste truc uit de film is de wereldberoemde 360 Flip van Chris Cole, van de Wallenburg Four af.

## Skaters
- Jon Allie
- Garrett Hill
- John Rattray
- Tony Cervantes
- Jamie Thomas
- Tommy Sandoval
- James Brockman
- Chris Cole

Tussen de delen van Tony Cervantes en Jamie Thomas zit een stuk reclame van Mystery Skateboards, een ander bedrijf dat ook eigendom is van Jamie Thomas. Het opvallende hieraan is dat het hele stuk in zwart-wit is weergegeven, met als doel 'kleur' in de video te brengen.

## Muziek
De muziek in de aparte delen van de skateboarders verschilt. Zo speelt Motörhead achter het stuk van Jon Allie, en zit Shocking Blue onder het stuk van Tommy Sandoval.

## Trivia
- Het laatste stuk van de film, waarin geskatet wordt door Chris Cole, werd genomineerd in 2006 voor beste 'part' van het jaar door Transworld Skateboarding.